# Макаров Віктор Васильович (художник)
Віктор Васильович Макаров (Ван Гог сучасности; 20 березня 1932, м. Кривий Ріг, Україна — 28 липня 2018, м. Тернопіль, Україна) — український художник-експресіоніст, графік. Член Національної спілки художників України (1993), Міжнародної професійної спілки художників. Народний майстер живопису.

## Життєпис
Віктор Макаров народився 20 березня 1932 року в місті Кривому Розі Дніпропетровської области в сім'ї шахтаря.
Від 1946 — у Тернополі.
Помер 28 липня 2018 року в Тернополі.

## Творчість
Мистецтву навчався в Олексія Завадцева і Віктора Павлова. Працював учнем майстра (1948), підмайстром (1949), майстром (від 1950) з художнього оформлення.
Від 1955 — учасник міських, обласних, всеукраїнських та міжнародних виставок. Персональні виставки у містах Тернополі (1982, 1986–87, 1990, 2002, 2012), Збаражі (1987), Кременці (1988).
Автор пейзажів, портретів у стилі постімпресіонізму. Деякі роботи зберігаються у Тернопільському краєзнавчому та художньому музеях, приватних колекціях громадян США, Хорватії, України.
Твори
- «Учитель» (1976);
- «Хлібне поле» (1983);
- «Вічність» (1987);
- «Ветеран праці» (1989);
- «Андрійко», «Іванка» (обидва — 1991);
- «Річка Серет» (2005);
- «Весна в Тернополі» (2015);
- «Зима в парку Топільче» (2016);
- серія «Околиці Тернополя» (2000–2012).

## Пам'ять
У 2019 році онука Христина Боднарук ініціювала виставку його картин в Тернопільському обласному художному музеї під назвою «Віктор Макаров 1932-2018 рр. Меморіальна виставка».